# Mugilogobius platystomus
Mugilogobius platystomus är en fiskart som först beskrevs av Günther 1872.  Mugilogobius platystomus ingår i släktet Mugilogobius och familjen smörbultsfiskar. IUCN kategoriserar arten globalt som livskraftig. Inga underarter finns listade i Catalogue of Life.